# プロアクティブ・ソリューション
プロアクティブ（Proactiv）とは、ザ・プロアクティブカンパニー（旧：ガシー・レンカー・ジャパン）の国際的な化粧品ブランドである。主に通信販売により販売される。

## 概要
2001年に日本に進出したガシー・レンカー・ジャパン（現：ザ・プロアクティブカンパニー）のメインブランドである。インターネットや折込広告、60秒程度の長めのテレビCMを使い、テレビショッピング形式で、主にニキビケアに着目した化粧品等を販売する。

## 販売店舗
アメリカの主要な空港では、「Proactiv Solution」と書かれた、化粧品の専用自動販売機『プロアクティブ ショップ』がある。日本でも、主にショッピングセンター内等に自動販売機が設置されている。

## 主な商品

### プロアクティブ
- リニューイング クレンザー（薬用洗顔料）
- リバイタライジング トナー（薬用化粧水）
- リペアリング トリートメント（薬用クリーム）

### プロアクティブ+
- スキン スムージング クレンザー（薬用洗顔料）
- ポアターゲティング トリートメント（薬用美容液）
- スキンコンディショニング セラム（薬用ジェル状クリーム）
- クリアゾーン ボディウォッシュ（薬用ボディソープ）

プロアクティブはアメリカでも販売されているが、アメリカでは販売されている製品（製品名は同じであるため注意が必要である）も価格も違う。日本で未発売の製品も多い。

## 日本での主なCM出演者
- 小倉優子
- 小芝風花
- 眞鍋かをり
- 村上信五（関ジャニ∞）
- May J.
- 柏木陽介（浦和レッドダイヤモンズ）
- 伊藤由奈
- 宮坂絵美里
- SHY
- BLAZE
- 春香クリスティーン
- 工藤遥（モーニング娘。）[1]
- 小島瑠璃子[2]
- 岡田結実[3]
- 塩野瑛久
- 樫尾篤紀

## アメリカでの主なCM出演者
- ジャスティン・ビーバー
- アヴリル・ラヴィーン
- ケイティ・ペリー
- イネス・リグロン
- ジェシカ・シンプソン

## 提供番組
提供クレジットは、全て「プロアクティブ（proactiv）」である。
- ポップUP!（フジテレビ）
- ジャンクSPORTS（フジテレビ）[4]
- 有吉ゼミ（日本テレビ）
- 冒険JAPAN! 関ジャニ∞MAP（テレビ朝日）

### 過去の提供番組
- 森田一義アワー 笑っていいとも!（フジテレビ）
- バイキングMORE（フジテレビ）
- にじいろジーン（関西テレビ）

など